# Shahad Mubarak
Shahad Said Mubarak (arab. ‏شهد سعيد مبارك‎; ur. w 1960) – emiracki lekkoatleta (skoczek w dal), olimpijczyk.
Brał udział w Letnich Igrzyskach Olimpijskich 1984 w Los Angeles. W eliminacjach oddał tylko jeden mierzony skok (pierwsza próba na odległość 6,98 m), który dał mu 23. miejsce w stawce 31 skoczków.
Rekord życiowy w skoku w dal – 7,09 m (1986).